# Lilienfeld (Adelsgeschlecht)

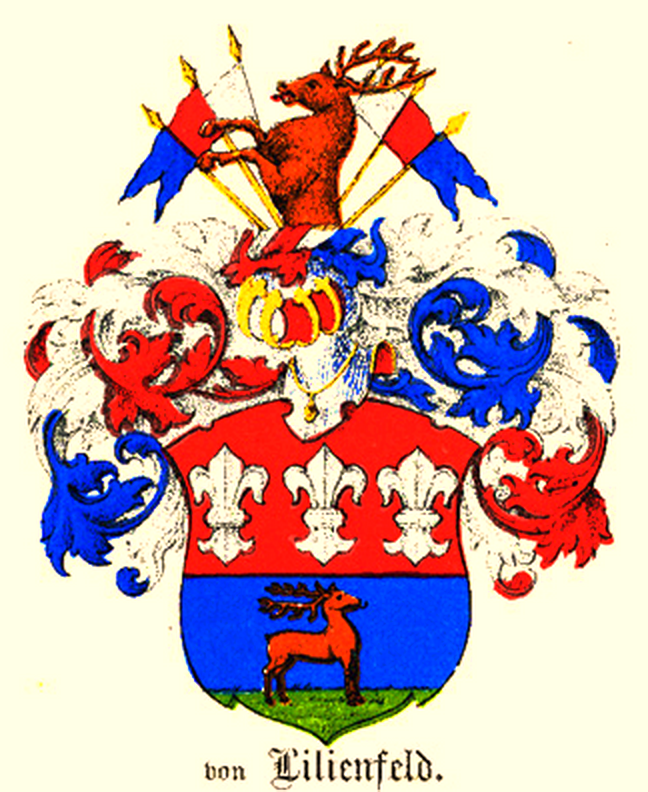
Wappen des Adelsgeschlechts Lilienfeld

Lilienfeld ist der Name eines baltischen Adelsgeschlechts, welches in Estland und auf der Insel Ösel beheimatet war. Das aus vier Häusern bestehende Geschlecht wurde 1650 unter dem Namen „Lilliefelt“ durch die schwedische Königin geadelt und später in die Adelsmatrikel der Ölselschen und Livländische Ritterschaft immatrikuliert. Aus ihren Reihen stammten bekannte Landespolitiker und hohe Offiziere, die in der kaiserlichen-russischen Armee ihren Dienst versahen. Seit 1883 führten sie gemäß dem russischen Ukas den Namen Lilienfeld-Toal, deren Angehörige noch heute in einigen europäischen und überseeischen Ländern leben.

## Geschichte
Stammvater der von Lilienfelds Lars Larson Moduler (auch Modulas) war Schwede, seine Eltern und sein Geburtsort sind unbekannt. Nach seinem Studium und einigen Reisen trat er am 29. März 1644 seinen Dienst als Assessor am Hofgericht zu Dorpat an und wurde am 1. April 1666 eben dort zum Assessor 1. Klasse ernannt. 1650 wurde er mit dem Namen „Lilliefelt“ von der Königin Christine in den schwedischen Adelsstand erhoben und unter der Nummer 497 in Schweden eingeführt. Im Protokoll der estländischen Matrikel heißt es:

„11. Februar 1746. Die Famil. Von Lilienfeldt erweiset den Adelsstandt durch das Dipl. der Königin Christina de anno 1650, hat also in der Matricul jura Competentia zu gewärtigen.“

Dann wurde das Geschlecht am 12. Januar 1797 in die Livländische Ritterschaft unter der Registrierungsnummer 232 aufgenommen, es gehörte gleichzeitig zur Matrikel der Öselschen Ritterschaft. In den Ritterschaften stellten sie Ritterschaftshauptmänner. Zu ihren Grundbesitzen zählten in Estland: Wait, Addinal, Pargenthal, Moisama, Oidenorm, Essemäggi und Alp. Weiterhin Saage, Eicklecht, Kechtel, Kappel, Allo, Rappel, Rocht, Kaltenborn, Uddewa, Toal, Orrenhof und Ridaka, die im Zuge der Enteignung durch die estnische Güter-Konfiskation 1919 verloren gingen.

## Stammtafel

### Stammtafel
- Lars Larson Moduler (*um 1600, † 1667), Hofgerichtsassessor ⚭ Anna Elisabeth Graff
  - Karl Friedrich von Lilienfeld (* um 1653), Herr auf Wait ⚭ Lucia Maria von Nolcken
    - Karl Gustav d. Ä. von Lilienfeld (* um 1682, † 1738), Herr auf Addinal, Pargenthal und Moisama ⚭ Sophia Gertrude Rosenkron
      - Karl Gustav d. J. von Lilienfeld (1711–1759), Herr auf Addinal ⚭ Sophie Fürstin Odoiewsky
      - Jakob Heinrich I. von Lilienfeld (1716–1785), Preußische Kammerherr, holsteinischer Legationsrat, Herr auf Moisama und Wait ⚭ Christine von Fick
        - Karl Magnus von Lilienfeld (1754–1835), Herr auf Neu-Oberpahlen und Könhof, (siehe I. HAUS ALP)

    - Gustav Otto von Lilienfeld (* 1683), Herr auf Oidenorm ⚭ Margarethe Sophie von Wettberg
      - Heinrich Otto von Lilienfeld (1725–1779) Öselscher Landrat, Herr auf Oidenorm und Wait, Herr auf Parrasmetz
        - Frommhold Friedrich von Lilienfeld (1764–1829) (siehe II. HAUS OIDENORM)
        - Karl Otto von Lilienfeld (1767–1827) Kreismarschall von Pernau, Herr auf Podis und Essemäggi
        - Georg Woldemar von Lilienfeld (1772–1835) (siehe III. HAUS SAAGE)
        - Jakob Heinrich von Lilienfeld (1774–1827) (Siehe IV. HAUS HALLIK-TOAL)

### I. Haus Alp
- Karl Magnus von Lilienfeld (1754–1835), Herr auf Neu-Oberpahlen, Kawershof und Wait, königlich preußischer Kammerherr ⚭ 2. Ehe Charlotte von Kruedener (1759–1839)
  - Karl Reinhold Georg von Lilienfeld (1790–1875), Herr auf Neu-Oberpahlen, livländischer Landrat und Landmarschall ⚭ Wilhelmine von Berg (1803–1832)
    - Georg Reinhold von Lilienfeld (1828–1881), livländischer Landrat und Landmarschall ⚭ Jeanette Guillemot de Villebois (1832–1897)
    - (3. Sohn) Alexander Peter Ernst (1831–1909), Herr auf Alp, Landrat ⚭ Josephine von Mensenkampff (1843–1878)
      - Karl Magnus (d. J.) von Lilienfeld (1875–1907) ⚭ Marie von Tiesenhausen (* 1881)
        - Roman von Lilienfeld (1903–1930) als Flieger abgestürzt

### II. Haus Oidenorm
- Frommhold Friedrich von Lilienfeld (1764–1829), Herr auf Oidenorm[3] ⚭ Friedericke von Lilienfeld (1797–1879)
  - Georg Frommhold von Lilienfeld (1830–1910) ⚭ Marie Konstanze von Baranoff
    - Arthur Friedrich Adam von Lilienfeld (* 1869) ⚭ Sophie von Prittitz und Gassron (* 1865)

### III. Haus Saage
- Georg Woldemar von Lilienfeld (1772–1835), Herr auf Saage und Eicklecht, Ritterschaftshauptmann, Landrat ⚭ Gustaviana von Dellingshausen (1765–1820)
  - Otto Gustav von Lilienfeld (1805–1896), Herr auf Saage, Eicklecht, Allo, Kappel und Angern, Ritterschaftshauptmann, Landrat ⚭ Maie von Benckendorff (1811–1892)
    - Otto Hermann von Lilienfeld (1840–1910), Her auf Kechtel, Kappel und Saage, Landrat, Präsident des estländischen evangelischen Konsistoriums ⚭ Ebba von Rosen (* 1844 in Kegel, † 1897 in Berlin)
      - Otto von Lilienfeld (1865–1920), Herr auf Saage, Kappel und Ridaka, Landrat und stellvertretender Ritterschaftshauptmann, Präses des Kuratoriums der Domschule ⚭ Marie von Straelborn (1880–1912)
        - Otto von Lilienfeld (* 1902), Sekretär in Berlin
        - Paul von Lilienfeld (* 1904), lebte in Brasilien

      - Helmut Karl Rudolf von Lilienfeld (* 1874 in Kechtel, † 1930 in Wien) ⚭ Julie von Transehe
        - Georg Wilhelm von Lilienfeld (1912–1989), deutscher Botschafter in Teheran und Madrid

      - Rudolf Georg Gottlieb von Lilienfeld (* 1876), Herr auf Rocht und Ingen ⚭ Ellen Julie von Dellingshausen (* 1887)
        - Kurt von Lilienfeld (* 1909), Studium an der Maschinenbauschule Köln
        - Alexander (* 1914)
          - Siegmar Eric von Lilienfeld (* 1948)
            - Marisa von Lilienfeld (* 2004)

        - Eric (* 1915)

      - Charles Wilhelm Eduard von Lilienfeld (* 1880), Herr auf Kaltenborn und Uddewa ⚭ Anna von Gruenewaldt (** 1880)
        - Theodor Otte von Lilienfeld (* 1906)
        - Friedrich Adolf von Lilienfeld (* 1920 in Wernarz)
        - Nikolaus Eduard (* 1922 auf Schloss Inkofen)

### IV. Haus Hallik-Toal (Lilienfeld-Toal)
- Jakob Heinrich von Lilienfeld (1774–1827), Herr auf Parrasmetz (Ösel) und Hallik (Livland) ⚭ Augusta von Baranoff (1770–1833)
  - Otto Friedrich von Lilienfeld (1796–1870), russischer Oberst und Wirklicher Staatsrat ⚭ Konstanze d'Auvray
    - Otto Friedrich Heinrich August von Lilienfeld-Toal (1827–1891), russischer Generalmajor
    - Paul Frommhold Ignatius von Lilienfeld-Toal, laut Senats-Ukas vom 16. Dezember 1883 für sich und seine Nachkommen „von Lilienfeld-Toal“ (* 1829 in Białystok, † 1903 in Sankt Petersburg), Herr auf Toal, Geheimrat, Gouverneur von Kurland, Senator ⚭ Karoline Mellin auf Toal (1833–1904)
      - Otto Ferdinand Karl von Lilienfeld-Toal (1860–1902) ⚭ Natalie von Pistohlkors (* 1861)
        - Paul Hans Lilienfeld-Toal (* 1897), Herr auf Toal und Orrenhof ⚭ Marie Elisabeth von Krusenstiern (* 1903)
        - Hans Otto von Lilienfeld-Toal (* 1923 in Kiel)

      - Anatol Charles Maurice von Lilienfeld-Toal (* 1865 in Sankt Petersburg, † 1931 in Kiel), Wirklicher Staatsrat, Kammerherr, Gouverneur von Pensa, Lektor der russischen Sprache an der Universität zu Kiel ⚭ Julie Gräfin von Rantzau (* 1876)
        - Paul Christian von Lilienfeld-Toal (* 1900 in Sankt Petersburg)
        - Otto Anatole von Lilienfeld-Toal (* 1902 in Sankt Petersburg), Dr. phil, Universität in Brasilien

      - Georg August von Lilienfeld-Toal (* 1870), Herr auf Sarewo (Gouvernement Astrachan) Kreisadelsmarschall, Wirklicher Staatsrat ⚭ Maria Fürstin Urussow (* 1889)

## Weitere Angehörige
- Egmond von Lilienfeld (1845–1895), russischer Generalmajor

## Wappen
Mit der schwedischen Erhebung in den Adelsstand wurde 1650 gleichzeitig das Führen eines Wappens genehmigt. Das Wappenschild ist in zwei Hälften geteilt, oben im Roten Teil drei balkenweise angeordnete silberne Lilien, in der unteren blauen Schildhälfte auf grünem Rasen ein nach links schreitender Hirsch. Helmzier zeigt einen aus einer Silber-Rot-Blau Helmwulst wachsenden Hirsch, beidseitig begleitet von je 3 Fähnchen an Stangen mit Spitzen. Die Farben der Fähnchen von rechts nach links: Blau, Rot, Silber – Silber, Rot, Blau. Die Helmdecke ist Rot-Silber und Blau-Silber.